# إيبي باسي
إيبي باسي (بالإنجليزية: Ebbe Bassey)‏، هي مُمثلة نيجيرية أمريكية. رُشحت إيبي سنة 2011 للتنافس على نيل جائزة الأكاديمية الأفريقية للأفلام لأفضل ممثلة في دور مساعد عن دورها في فيلم «الروابط التي تربط» (بالإنجليزية: Ties That Bind)‏.

## حياتها الخاصة
وُلدت إيبي باسي في الولايات المتحدة، لكنها قضت سنوات مُراهقتها في مدينة كالابار في ولاية كروس ريفر في نيجيريا، وتسكُن هُناك حاليا. إيبي مُتزوجة من مارك مانتزوك.

## روابط خارجية
إيبي باسي على موقع IMDb (الإنجليزية)
- إيبي باسي على موقع قاعدة بيانات الفيلم (الإنجليزية)